# الین براگنوم
الین براگنوم (انگلیسی: Elin Bragnum؛ زادهٔ ۱ مهٔ ۱۹۹۴) بازیکن فوتبال اهل سوئد است.
وی همچنین در تیم‌های ملی فوتبال بازی کرده‌است.